# Emyr Huws
Emyr Huws (Llanelli, 1993. szeptember 30. –) walesi korosztályos válogatott labdarúgó, a Wigan Athletic középpályása.

## Statisztika
2014. május 3. szerint
| Szezon           | Klub                          | Bajnokság        | Bajnokság | Bajnokság | FA-kupa  | FA-kupa | Ligakupa | Ligakupa | Egyéb    | Egyéb | Összesen | Összesen |
| Szezon           | Klub                          | Bajnokság        | Fellépés  | Gól       | Fellépés | Gól     | Fellépés | Gól      | Fellépés | Gól   | Fellépés | Gól      |
| ---------------- | ----------------------------- | ---------------- | --------- | --------- | -------- | ------- | -------- | -------- | -------- | ----- | -------- | -------- |
| 2012–13          | Manchester City               | Premier League   | 0         | 0         | 0        | 0       | 0        | 0        | 0        | 0     | 0        | 0        |
| 2013–14          | Manchester City               | Premier League   | 0         | 0         | 1        | 0       | 0        | 0        | 0        | 0     | 1        | 0        |
| 2012–13          | Northampton Town (kölcsönben) | League Two       | 10        | 0         | 2        | 0       | 0        | 0        | 1        | 0     | 13       | 0        |
| 2013–14          | Birmingham City (kölcsönben)  | Championship     | 17        | 2         | 0        | 0       | 0        | 0        | 0        | 0     | 17       | 2        |
| Karrier összesen | Karrier összesen              | Karrier összesen | 27        | 2         | 3        | 0       | 0        | 0        | 1        | 0     | 31       | 2        |

## Fordítás
Ez a szócikk részben vagy egészben  az   Emyr Huws című angol Wikipédia-szócikk fordításán alapul.  Az eredeti cikk szerkesztőit annak laptörténete sorolja fel. Ez a jelzés csupán a megfogalmazás eredetét és a szerzői jogokat jelzi, nem szolgál a cikkben szereplő információk forrásmegjelöléseként.